# Sincelejo
Sincelejo és un municipi colombià, capital del departament de Sucre. Està situat al nord-oest del país, a la Costa Carib colombiana exactament en la subregió Sabanas al departament de Sucre. És la vint-i-novena ciutat més poblada de Colòmbia.
Sincelejo dista 987 km de Bogotà, 459 km de Medellín, 110 km de Montería, 220 km de Barranquilla, 180 km de Cartagena d'Índies, 84 km de Magangué i 40 km de Tolú.

## Toponímia
L'origen del nom del municipi de Sincelejo resulta ser controvertit, sense haver consens sobre aquest tema es creu que prové del nom del cacic Cincel (Chinchelejo), qui dominava una comunitat assentada en l'àrea on avui es troba Sincelejo, aquesta teoria es veu recolzada per diversos documents existents en l'Arxiu General de la Nació (AGN) a Bogotà.

## Història
El Municipi de Sincelejo va ser fundat amb el nom de Sant Francesc d'Assís de Sincelejo, en homenatge al sant italià Francesc d'Assís. Va ser refundada pel capità i Enginyer, Antonio de la Torre y Miranda seguint el mandat del Governador de Cartagena, Juan de Torrezar Díaz Pebre; el primer assentament va ser erigit sobre l'espai que ocupaven els indígenes Zenú, presumptament governat pel "Cacic Chinchelejo". se suposava que la vila de la mateixa manera que altres assentaments o pobles fundats pels espanyols tindria el mateix patró colonial, però l'orografia de la ciutat ho va fer improbable.
Es desconeix com els conqueridors espanyols van escollir el nom de la ciutat, segons historiadors es presumeix que el nom "Sincelejo" va ser un estrangerisme adaptat del nom d'un cacic indígena que governava l'àrea abans de l'arribada dels conqueridors Cinchel o Chinchel, altres experts asseguren que el nom de la ciutat va ser atorgat en honor de Francisco de Sincelejo, però la manca de fets històrics que confirmin l'existència del cacic o l'home fan que l'origen del nom de la ciutat continue sent un enigma.
Sincelejo va cobrar rellevància quan es va convertir en el refugi per als sacerdots dissidents, durant la rebel·lió religiosa o la rebel·lió dels capellans en 1812. Després en 1908, el municipi va ser proclamada com a capital del departament de Sincelejo, de curta durada; tornant a ser part de la província de Cartagena en 1910. En 1912, una gegantesca conflagració que va destruir gran part del centre de la ciutat, sent després reconstruït d'acord amb els dissenys arquitectònics de l'època. El 1966, mitjançant la Llei 47, es crea el departament de Sucre i es proclama a Sincelejo com la seva capital. Els pioners del departament, recordats localment són: Pedro Gazabón, José Benito Cerra, Carmen Cerra, Humberto Romero, Rafael Támara, Manuel Salazar, Diogenes de l'Espriella Yepes, Celso Sants i Ángel Benítez.
La inauguració del Departament de Sucre va ser precedida pel president de Colòmbia del moment, Carlos Lleras Restrep

## Ubicació
La ciutat de Sincelejo, està situada al nord-oest del país de 9º 18 latitud nord, 75º 23 "latitud oest del meridià de Greenwich. Té una extensió total de 28.134 ha, amb una altitud sobre el nivell del mar de 213 msnm i limita al sud amb el municipi de Sampués i amb el departament de Còrdova; per l'oest amb els municipis de Margalló i Tolú; pel nord amb els municipis de Tolú i Tolú Vell i pel aquest amb els municipis de Corozal i Morroa. Actualment compta amb 209 carrers, 220 carreres, 13 transversals i 3 diagonals

## Territori
L'àrea urbana del municipi ocupa un total de 1.892,64 ha amb un perímetre urbà d'una longitud total de 32,39 km, i l'àrea rural té 25.953 ha, per a un total de 27.845 ha entre el món urbà i rural.

## Clima
La temperatura mitjana anual està propera als 27 ° C, amb temperatures mínimes de 19,7 ° C i màximes de 35,3 ° C. S'aprecia un major rang, durant l'estiu on hi ha marcats efectes ocasionats per baixes temperatures a la matinada i fortes calors en les hores de la tarda. Amb l'arribada de les pluges tendeix a estabilitzar-se, amb menys variacions i una lleugera disminució general deguda a l'augment de la humitat relativa
| [ocultar] Paràmetres climàtics mitjana de Sincelejo | [ocultar] Paràmetres climàtics mitjana de Sincelejo | [ocultar] Paràmetres climàtics mitjana de Sincelejo | [ocultar] Paràmetres climàtics mitjana de Sincelejo | [ocultar] Paràmetres climàtics mitjana de Sincelejo | [ocultar] Paràmetres climàtics mitjana de Sincelejo | [ocultar] Paràmetres climàtics mitjana de Sincelejo | [ocultar] Paràmetres climàtics mitjana de Sincelejo | [ocultar] Paràmetres climàtics mitjana de Sincelejo | [ocultar] Paràmetres climàtics mitjana de Sincelejo | [ocultar] Paràmetres climàtics mitjana de Sincelejo | [ocultar] Paràmetres climàtics mitjana de Sincelejo | [ocultar] Paràmetres climàtics mitjana de Sincelejo | [ocultar] Paràmetres climàtics mitjana de Sincelejo |
| Mes                                                 | Gen                                                 | Feb                                                 | Mar                                                 | Abr                                                 | Mai                                                 | Jun                                                 | Jul                                                 | Ago                                                 | Sep                                                 | Oct                                                 | Nov                                                 | Dec                                                 | Anual                                               |
| --------------------------------------------------- | --------------------------------------------------- | --------------------------------------------------- | --------------------------------------------------- | --------------------------------------------------- | --------------------------------------------------- | --------------------------------------------------- | --------------------------------------------------- | --------------------------------------------------- | --------------------------------------------------- | --------------------------------------------------- | --------------------------------------------------- | --------------------------------------------------- | --------------------------------------------------- |
| Temperatura màxima absoluta (°C)                    | 37                                                  | 42                                                  | 42                                                  | 40                                                  | 37                                                  | 37                                                  | 42                                                  | 35                                                  | 35                                                  | 37                                                  | 37                                                  | 37                                                  | 42                                                  |
| Temperatura máxima mitja (°C)                       | 31                                                  | 31                                                  | 32                                                  | 32                                                  | 31                                                  | 31                                                  | 31                                                  | 31                                                  | 30                                                  | 30                                                  | 30                                                  | 30                                                  | 32                                                  |
| Temperatura mìnima mitja (°C)                       | 26                                                  | 26                                                  | 26                                                  | 26                                                  | 26                                                  | 26                                                  | 27                                                  | 26                                                  | 25                                                  | 25                                                  | 26                                                  | 26                                                  | 26                                                  |
| Temperatura mìnima absoluta (°C)                    | 18                                                  | 18                                                  | 18                                                  | 21                                                  | 17                                                  | 16                                                  | 17                                                  | 20                                                  | 21                                                  | 21                                                  | 17                                                  | 16                                                  | 16                                                  |
| Precipitació total (mm)                             | 4                                                   | 17                                                  | 28                                                  | 96                                                  | 175                                                 | 152                                                 | 166                                                 | 170                                                 | 183                                                 | 164                                                 | 94                                                  | 36                                                  | 1249                                                |
| Fuente: 4 20 de agosto de 2009                      |                                                     |                                                     |                                                     |                                                     |                                                     |                                                     |                                                     |                                                     |                                                     |                                                     |                                                     |                                                     |                                                     |

## Composició ètnica
Segons les xifres presentades pel DANE del censo 2005, la composició etnogràfica de la ciutat és:
- Blancs i Mestisos (76,1%)
- Indígenes (14,5%)
- Afrocolombians (9,4%)

Existeixen petites quantitats de sincelejanos descendents d'àrabs, principalment libanesos i siris, aquests arribaren a Colòmbia a finals del seglo XIX. Com a la resta del país, la porció blanca de la població és descendent principalment d'espanyols.
En el petit nucli urbà es concentra gairebé el 90% de la població del municipi, deixant amples zones de la sabana per al poblament de l'escampada població rural.
Població històrica i futura, segons el DANE.
| Any  | Població total |
| ---- | -------------- |
| 1985 | 142.152        |
| 1990 | 168.271        |
| 1995 | 195.462        |
| 2000 | 219.305        |
| 2005 | 237.639        |
| 2010 | 256.255        |
| 2015 | 275.207        |
| 2020 | 294.650        |

Composició per edats de la població, històrica i per projecció .
| Any  | 0-14 any | 15-64 any | 65 anys o més |
| ---- | -------- | --------- | ------------- |
| 1985 | 35,8     | 60,4      | 3,8           |
| 1990 | 35,2     | 60,8      | 4,0           |
| 1995 | 34,6     | 61,1      | 4,3           |
| 2000 | 33,9     | 61,2      | 4,9           |
| 2005 | 31,8     | 62,5      | 5,7           |
| 2010 | 29,1     | 64,6      | 6,3           |
| 2015 | 26,7     | 66,0      | 7,3           |
| 2020 | 24,7     | 66,9      | 8,4           |

Sincelejo és el centre comercial i de serveis d'una regió amb aproximadament 1.000.000 d'habitants que inclou els municipis del departament de Sucre i diversos dels departaments de Bolívar, Còrdova i Magdalena .